# ملصق فلم

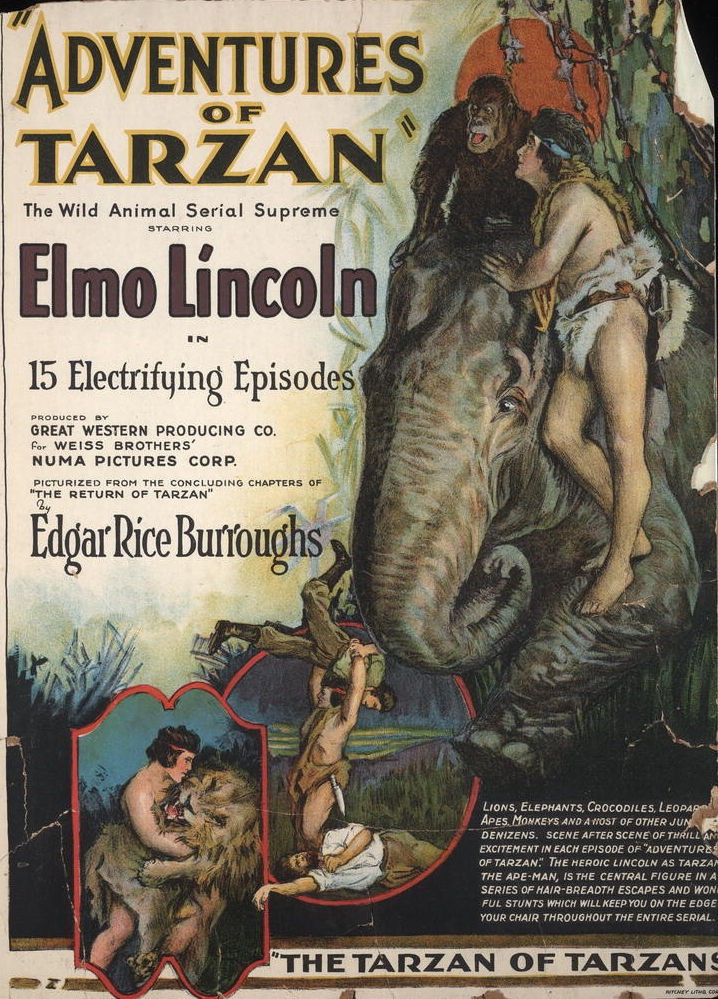
ملصق فيلم مغامرات طرزان

ملصق الفيلم هو لوحة تستخدم للدعاية للفيلم وتحتوي على موجز لكل ما في الفيلم من فكرته وأبطاله، ومخرجه ومؤلفه, وتتعدد أماكن وضع الملصقات فهي تنتشر في الشوارع وفي السينمات وفوق الجسور وفي الصحف والمجلات والتلفزيون ووسائل النقل وتنقسم الملصقات إلى ثلاثة أنواع، رسوم توضيحية أو رسوم كاريكاتيرية أو صور.
ويوجد الكثير من الجمعيات السينمائية التي تمنح جوائز لملصقات الأفلام المتميزة.

## مشاكل ملصق الأفلام
ويعد ترتيب الأسماء الممثلين من أكثر المشاكل التي تثيرها الملصقات، فالمنتج هو الذي يتحكم في طريقة وضع أسماء وصور وحجم بنط أبطال الفيلم, وقد يلجا مصمم الملصق إلى التلاعب بأسماء الممثلين عبر تعليتها أو تغيير الخط، وأحيانا يلجأ إلى وضع صورهم فقط من دون وضع أسماء مثل فيلم ملاكي إسكندرية.
ومن أهم المشاكل أيضا التي يثيرها الملصق ظهور الأبطال في مشاهد غير لائقة على الملصق مثل إظهار ممثلة عارية كما حدث في فيلم (شهر عسل بدون ازعاج) إنتاج عام 1968 حيث ظهرت ناهد شريف وهي تعري ظهرها تماماً، وفيلم (النوم في العسل) إنتاج 1997 فقد ظهرت فيه دلال عبد العزيز وعادل إمام وشرين سيف النصر وقد اختفوا وراء ملاءة طويلة بينما ظهرت أجزاء فاتنة من سيقان دلال وشيرين وأيضا في فيلم (عمر وسلمى) حيث تم رفع دعوى قضائية بسبب أحتضان تامر حسني لمي عز الدين في الملصق.
ومن أهم الكتب التي تناولت موضوع الملصق كتاب «ملصق السينما المصرية» الصادر عن دار الشروق الذي يضم 217 ملصقا لأفلام مصرية تمتد زمنيا من 1938 إلي 1987.
وتنقسم الملصقات إلى نوعين من حيث الحجم ،الأول ينشر في لوحات كبيرة موحدة القياس غالبا ما تكون 300×240، وهو قطعة واحدة غالبا، أما النوع الثاني 90×120 سم ويعلق على أبواب السينما وفي الشوارع ويكون تصميمه مختلفا تماما عن الملصق الأكبر.